# قطار فئة رينفي 333
سلسلة قطار رينفي Renfe 333 هي قاطرات ديزل كهربائية سُداسية المحاور عالية الطاقة تم تصنيعها في سبعينيات القرن العشرين؛ وفي وقت تقديمها كانت أقوى القاطرات غير الكهربائية في إسبانيا.
بعد ثلاثة عقود من الخدمة، أعيد بناء الفئة باستخدام تقنية شركة ألستوم الأحدث، وبالتالي إطالة عمرها الافتراضي - وقد أُطلق على هذه الآلات المعاد بناؤها أسماء الفئات الفرعية 333.3 و333.4

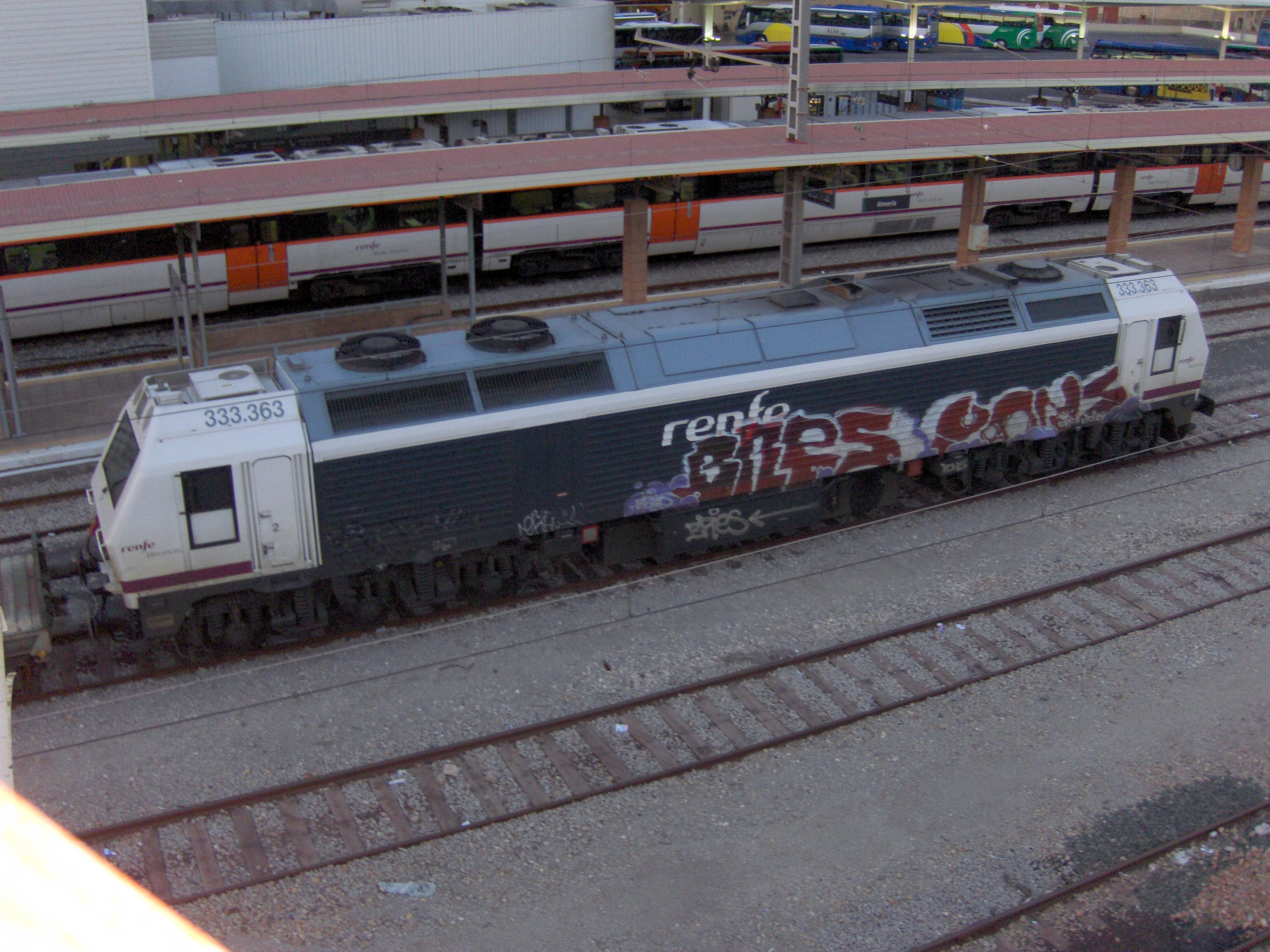
تم إعادة بناء طراز 333.363 الذي يُظهر مراوح تبريد المُبرد.